# Guillermo Rodríguez González
Guillermo Javier Rodríguez González (nascido em 7 de fevereiro de 1960) é um arqueiro paralímpico espanhol, campeão nacional em 2010. Participou, representando a Espanha, dos Jogos Paralímpicos de Verão de 2012 em Londres.